# リッキー・ハーバート
リッキー・ロイド・ハーバート(Ricki Lloyd Herbert, 1961年4月10日 - )は、ニュージーランド・オークランド出身の元プロサッカー選手。現サッカー指導者。現役時代のポジションはディフェンダー。

## 経歴

### 選手時代
1978年に地元のニュージーランドのクラブ、マウント・ウェリントンで選手としてデビュー。オーストラリアのシドニー・オリンピックFCやイングランドのウルヴァーハンプトン・ワンダラーズFCなどニュージーランド国外でもプレーした。
1980年に初めてニュージーランド代表に招集され、1982年には、スペインで開催されたFIFAワールドカップのメンバーにも選出された。本大会のグループリーグ第3戦目では、「黄金のカルテット」擁するブラジルと対戦し、4失点を喫するもののDFとして貴重な経験を得た。

### 監督時代

#### ニュージーランド代表
1989年に現役引退。その後はニュージーランドのアマチュアクラブや育成年代のニュージーランド代表監督などを歴任し、2005年2月、アシスタントコーチから昇格する形で、ニュージーランドのフル代表の監督に就任した。
2008年、OFCネイションズカップで代表を優勝に導き、オセアニア代表としてFIFAコンフェデレーションズカップ2009の出場権を獲得した。しかし、コンフェデレーションズカップ本大会ではスペインに5失点を喫するなどして、3戦1分け2敗でグループリーグ最下位に終わった。
2010 FIFAワールドカップのオセアニア予選では磐石の強さを見せ、アジア5位との大陸間プレーオフに進出。バーレーンとのプレーオフでは、アウェーの第1戦目をスコアレスドローに持ち込むと、ホームの第2戦目を1-0で勝利し、ニュージーランド代表にとって28年ぶり2回目となるワールドカップ出場を決めた。ワールドカップ本大会では、前回大会覇者のイタリアとドローを演じるなど大方の前評判を覆す健闘を見せた。決勝トーナメント進出は果たせなかったものの、出場全32ヶ国の中で唯一の無敗（3戦3分け）チームとなり、世界中から注目を受けた。
2014 FIFAワールドカップ予選でもオセアニア予選を勝ち抜き、メキシコとの大陸間プレーオフに進出したが、2戦合計3-9で敗れ、2大会連続の本大会出場を果たせず、代表監督を退任した。

#### クラブ
2006年12月にAリーグに越境参加していた地元・オークランドのニュージーランド・ナイツFCの監督に就任するも、同クラブがシーズン末に解散。ウェリントンに新しく誕生し、同じくAリーグに参戦することとなったウェリントン・フェニックスFCの監督に代表チームと兼任する形で就任した。ウェリントンでは1年目の2007-08シーズンはリーグ最下位に終わったものの、徐々に成績を上げ、2009-10シーズンはリーグで4位、プレーオフでは準決勝まで進出させるなど、クラブでも手腕を発揮している。
2014年8月、インディアン・スーパーリーグのノースイースト・ユナイテッドFCに監督として就任した。

## 代表歴

### 出場大会
- ニュージーランド代表
  - 1982 FIFAワールドカップ

### 試合数
- 国際Aマッチ 61試合 7得点（1980年-1989年）[4]

| ニュージーランド代表 | 国際Aマッチ | 国際Aマッチ |
| 年                   | 出場        | 得点        |
| -------------------- | ----------- | ----------- |
| 1980                 | 3           | 0           |
| 1981                 | 14          | 2           |
| 1982                 | 4           | 0           |
| 1983                 | 10          | 2           |
| 1984                 | 9           | 1           |
| 1985                 | 1           | 0           |
| 1986                 | 4           | 2           |
| 1987                 | 1           | 0           |
| 1988                 | 11          | 0           |
| 1989                 | 4           | 0           |
| 通算                 | 61          | 7           |

## タイトル

### 選手時代
マウント・ウエリントン
- チャタムカップ:2回（1980、1982）
- ナショナル・サッカーリーグ:（1980、1982、1986）

シドニー・オリンピックFC
- オーストラリアン・ナショナルサッカーリーグカップ:1回（1983）

### 監督時代
セントラル・ユナイテッドFC
- チャタムカップ:2回（1997、1998）
- ニュージーランドナショナルサッカーリーグ:1回（1999）

ニュージーランド代表
- OFCネイションズカップ：1回（2008）